# Geutebrück-Bau

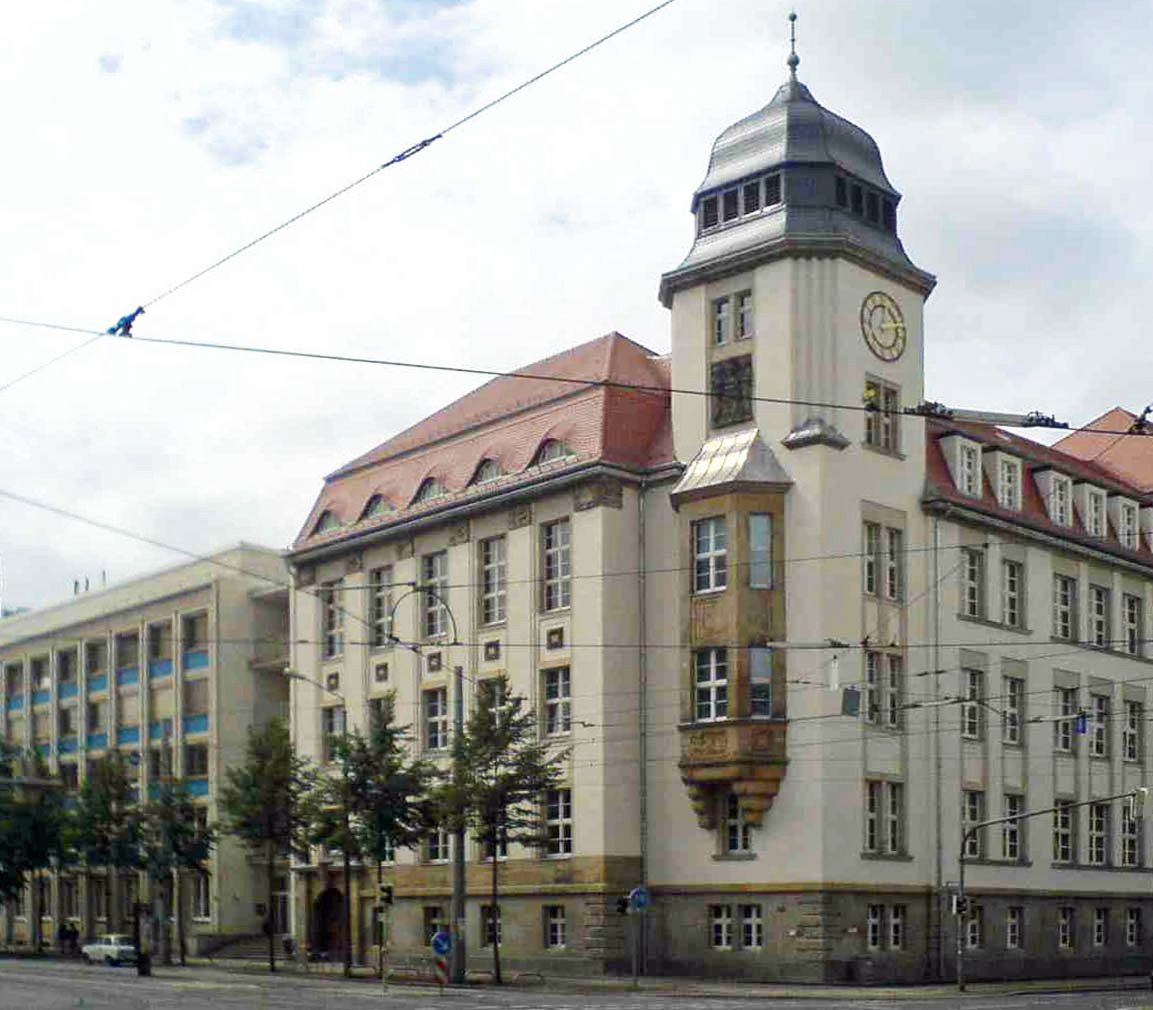
Der Geutebrück-Bau der HTWK (2005)

Der Geutebrück-Bau ist das Hauptgebäude der Hochschule für Technik, Wirtschaft und Kultur Leipzig (HTWK). Es liegt in ihrem Campus-Gelände im nördlichen Bereich des Stadtteils Connewitz und enthält neben der Fakultät Bauwesen auch das Rektorat. Es ist benannt nach Albert Geutebrück (1801–1868), einem bedeutenden Leipziger Architekten und dem ersten Direktor der dortigen Königlich-Sächsischen Baugewerkenschule. Der Geutebrück-Bau steht unter Denkmalschutz.

## Lage
Der Geutebrück-Bau hat die Adresse Richard-Lehmann-Straße 32 und bildet das Eckhaus zur Karl-Liebknecht-Straße. Hier zählt ein Neubau-Erweiterungsflügel mit der Hausnummer 132 auch zum Geutebrück-Bau. In der Nachbarschaft befinden sich die HTWK-Gebäude Lipsius-Bau, Föppl-Bau, Nieper-Bau, Gutenberg-Bau, Zuse-Bau sowie die Bibliothek der HTWK.

## Geschichte
Das Gebäude des Geutebrück-Baus wurde in den Jahren 1910 bis 1913 an der damaligen Kaiserin-Augusta-Straße nach Plänen des Architekten Richard Thiele vom Königlichen Landbauamt zu Leipzig für die 1838 gegründete Königlich-Sächsische Baugewerkenschule Leipzig errichtet. Diese hatte ihre Heimstatt zunächst in der Pleißenburg, bevor sie nach mehreren Zwischenstationen 1900 in einen Seitenflügel der neu errichteten Städtischen Gewerbeschule in der Wächterstraße einzog.

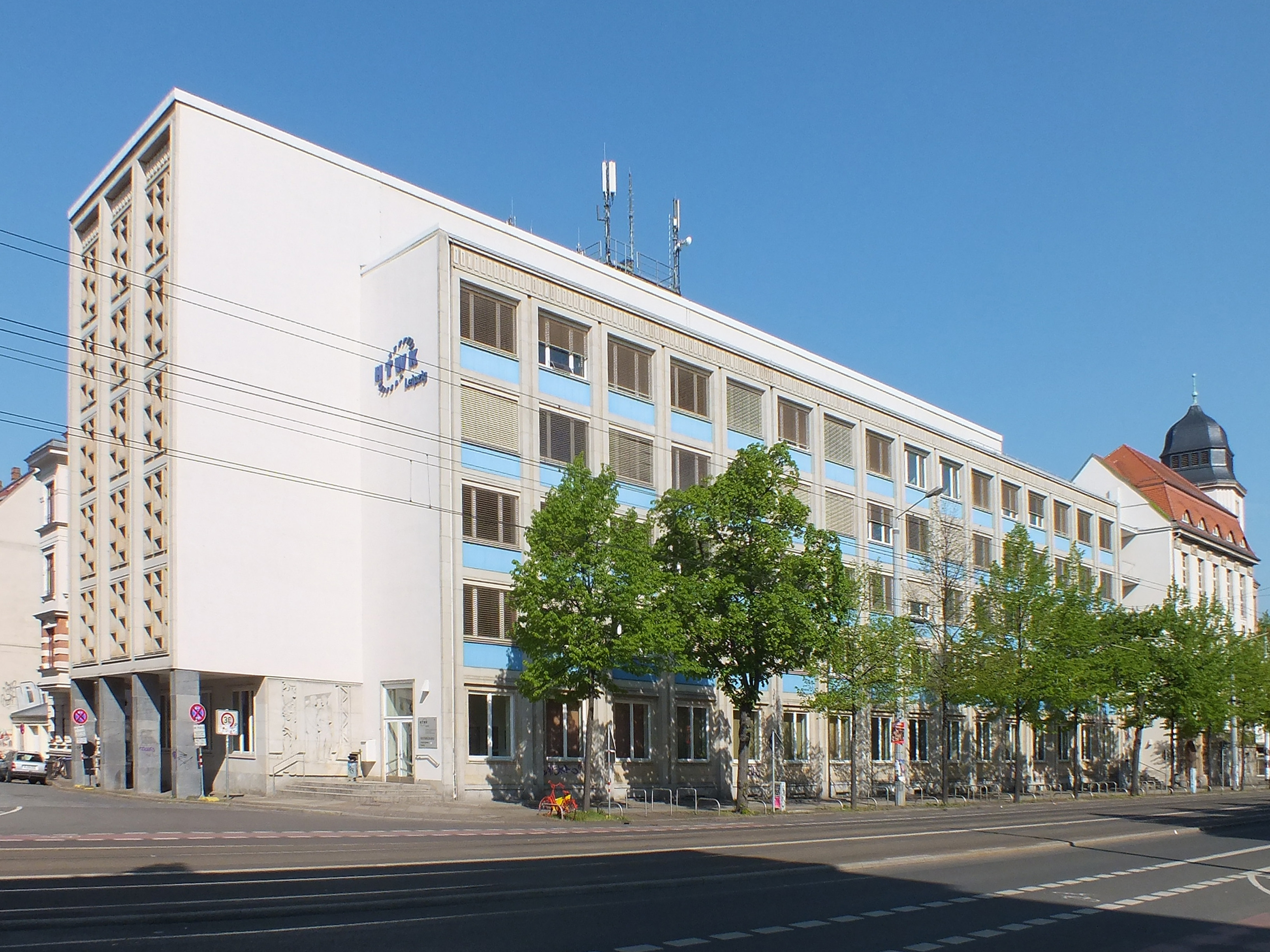
Erweiterungsbau von 1961 (2014)

1920 wurde die Schule in Sächsische Staatsbauschule Leipzig umbenannt und 1937 in Staatsbauschule für Hoch- und Tiefbau Leipzig. Während des Zweiten Weltkriegs waren am Gebäude nur geringe Schäden zu verzeichnen, sodass der Lehrbetrieb fortgeführt werden konnte. 1947 wurde die Ingenieurschule für Bauwesen Leipzig. 1947 wurde aus der Staatsbauschule die Ingenieurschule für Bauwesen Leipzig. 1954 wurde die Leipziger Hochschule für Bauwesen gegründet, die sich zunächst mit der weiter bestehenden Ingenieurschule für Bauwesen das Gebäude teilte, bis letztere auszog.
Von 1958 bis 1961 errichtete die Hochschule für Bauwesen im Anschluss an das Gebäude von 1913 längs der Karl-Liebknecht-Straße einen Erweiterungsbau und ein Hörsaalgebäude im Innenhof.
1977 wurden die Hochschule für Bauwesen und die auf Automatisierungstechnik und Polygraphie ausgerichtete Ingenieurhochschule Leipzig zur Technischen Hochschule Leipzig zusammengeführt. Nach der deutschen Wiedervereinigung wurde 1992 die Hochschule für Technik, Wirtschaft und Kultur (HTWK) als juristisch selbständige Institution neu gegründet und die Technische Hochschule bis 1996 schrittweise abgewickelt. Die HTWK benannte ihre Gebäude nach bedeutenden Persönlichkeiten, so auch den Geutebrück-Bau. Von 1992 bis 1997 erfolgte eine Grundsanierung des Gebäudes. 

## Beschreibung

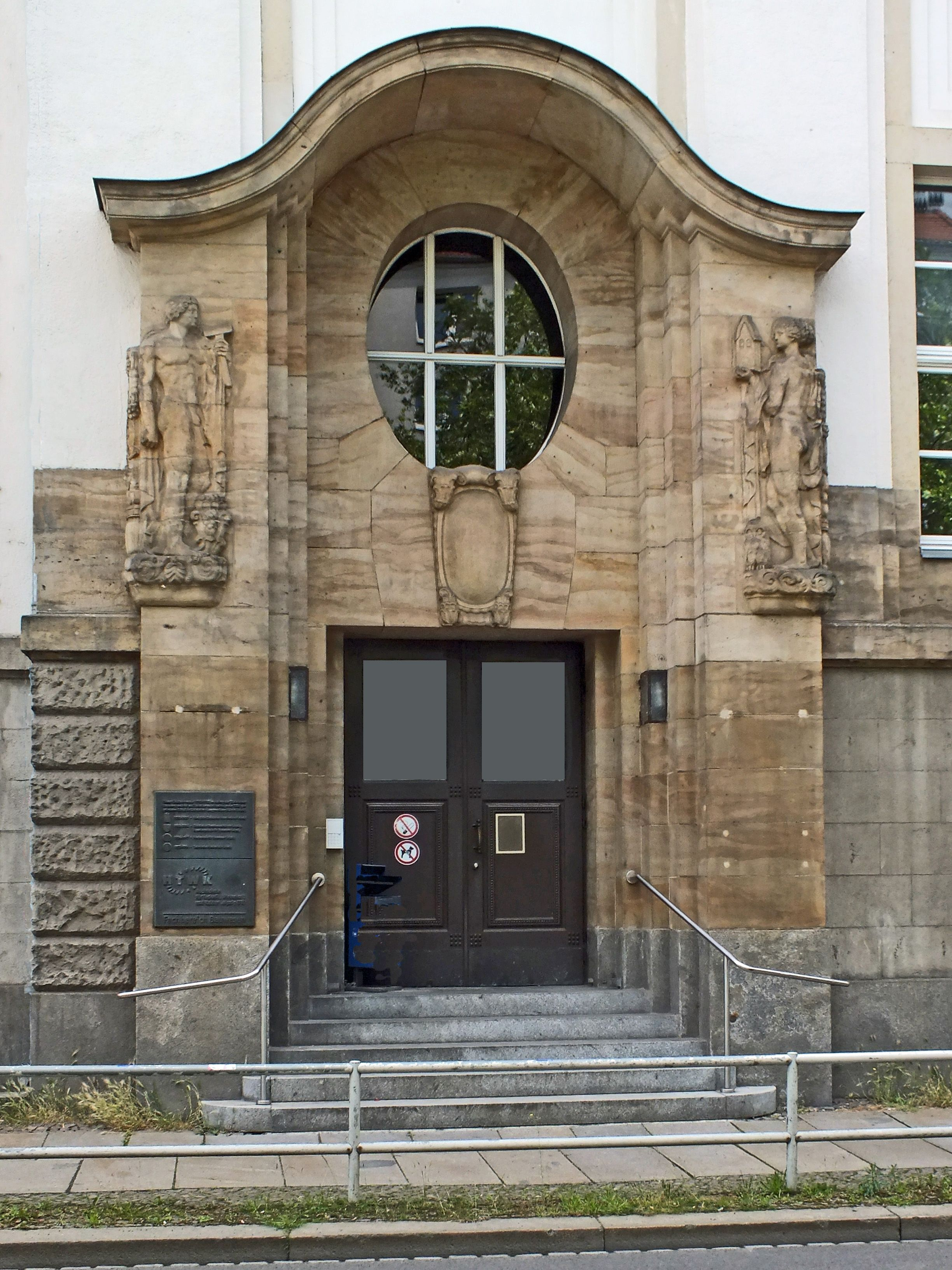
Haupteingang (2023)
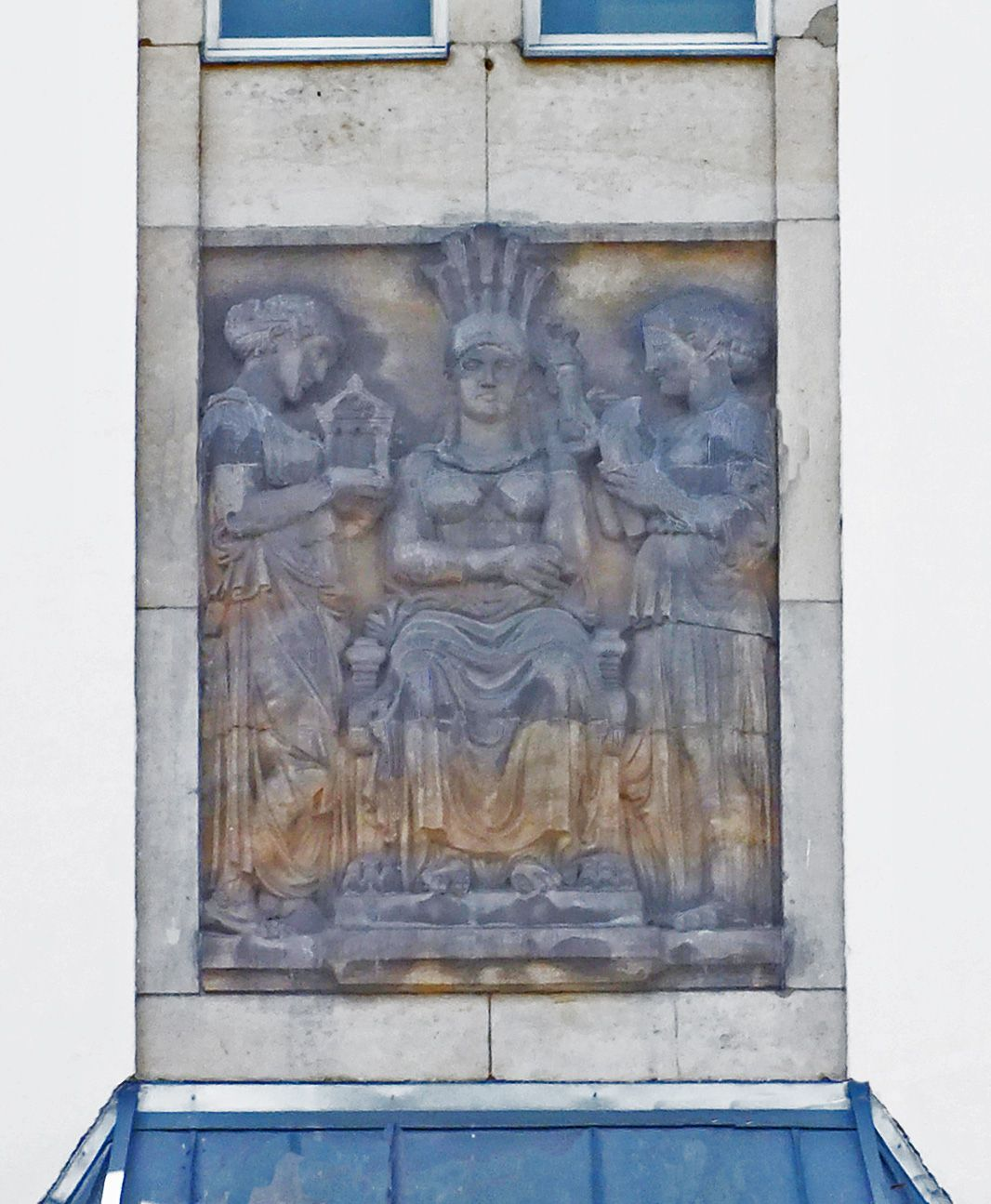
Relief am Turm (2023)
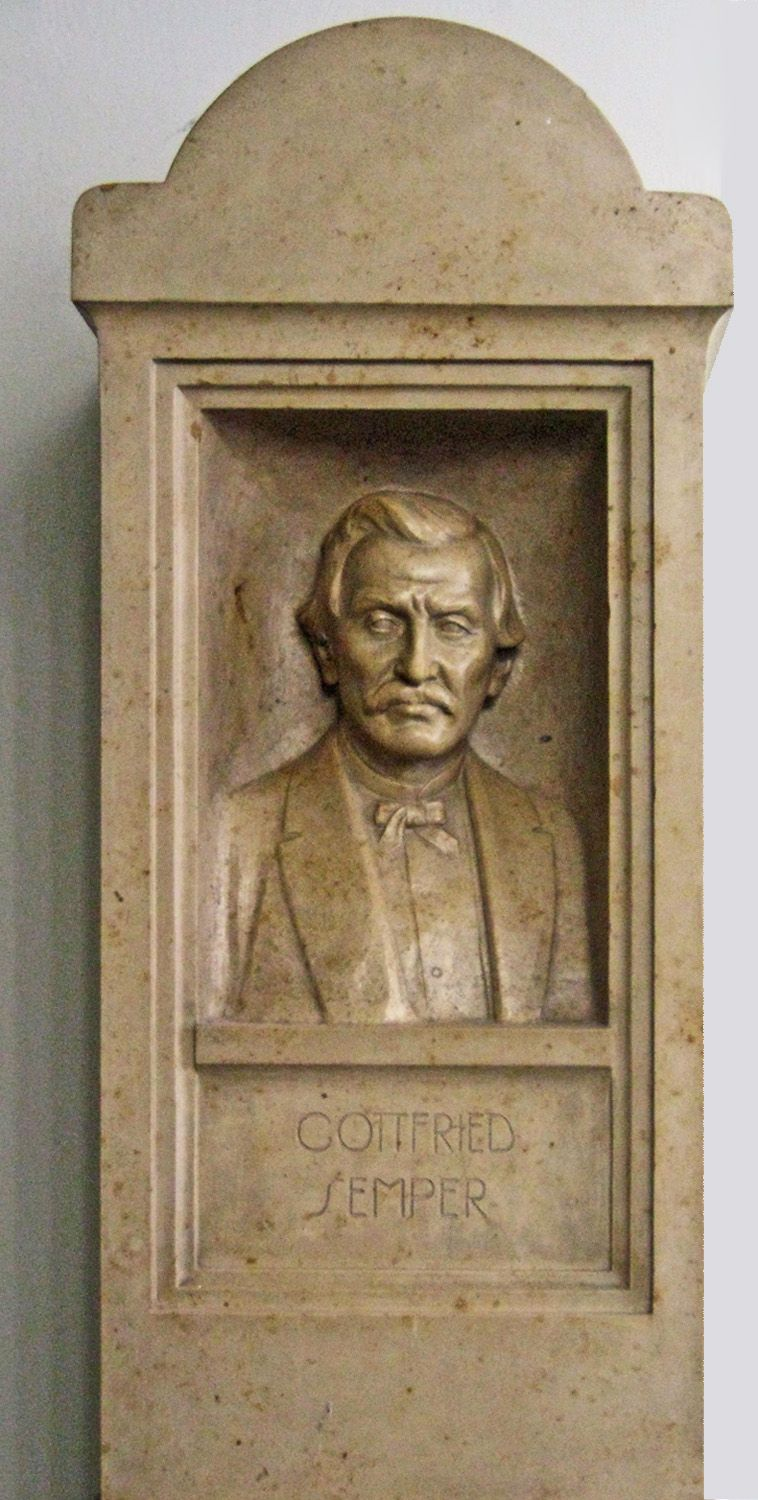
Semper-Skulptur im Treppenhaus (2018)

Der alte Teil des Geutebrück-Baus ist ein zweiflügeliger, dreigeschossiger Putzbau mit sandsteinverkleidetem Sockel. Die Hauptfront zur Richard-Lehmann-Straße mit 27 Fensterachsen wird durch einen Mittelrisalit mit erhöhtem Dachaufsatz gegliedert, der auch das Hauptportal enthält. Dieses ist mit Sandstein verkleidet und zeigt zwei lebensgroße unbekleidete Gestalten, die das Baugewerbe und den Auftraggeber versinnbildlichen.
Die Gebäudeecke bildet ein Turm mit barockisierender Haube und einem zweigeschossigen Erker. Ein Relief soll  an das erste Domizil im Akademieflügel der Pleißenburg erinnern.
Der fünfachsige Flügel zur Karl-Liebknecht-Straße mit einem Durchfahrtstor zum Hof und einem Mansarddach mit Fledermausgauben enthält im dritten Stock das Auditorium maximum der HTWK mit einem beeindruckenden Tonnengewölbe. Die hofseitigen Gänge in den Etagen weisen Kreuzgratgewölbe auf, und neben den Treppen befinden sich vier vom Dresdner Bildhauer Peter Pöppelmann (1866–1947) geschaffene Skulpturen bekannter Baumeister (Hieronymus Lotter, Daniel Pöppelmann, Gottfried Semper und  Erwin von Steinbach).

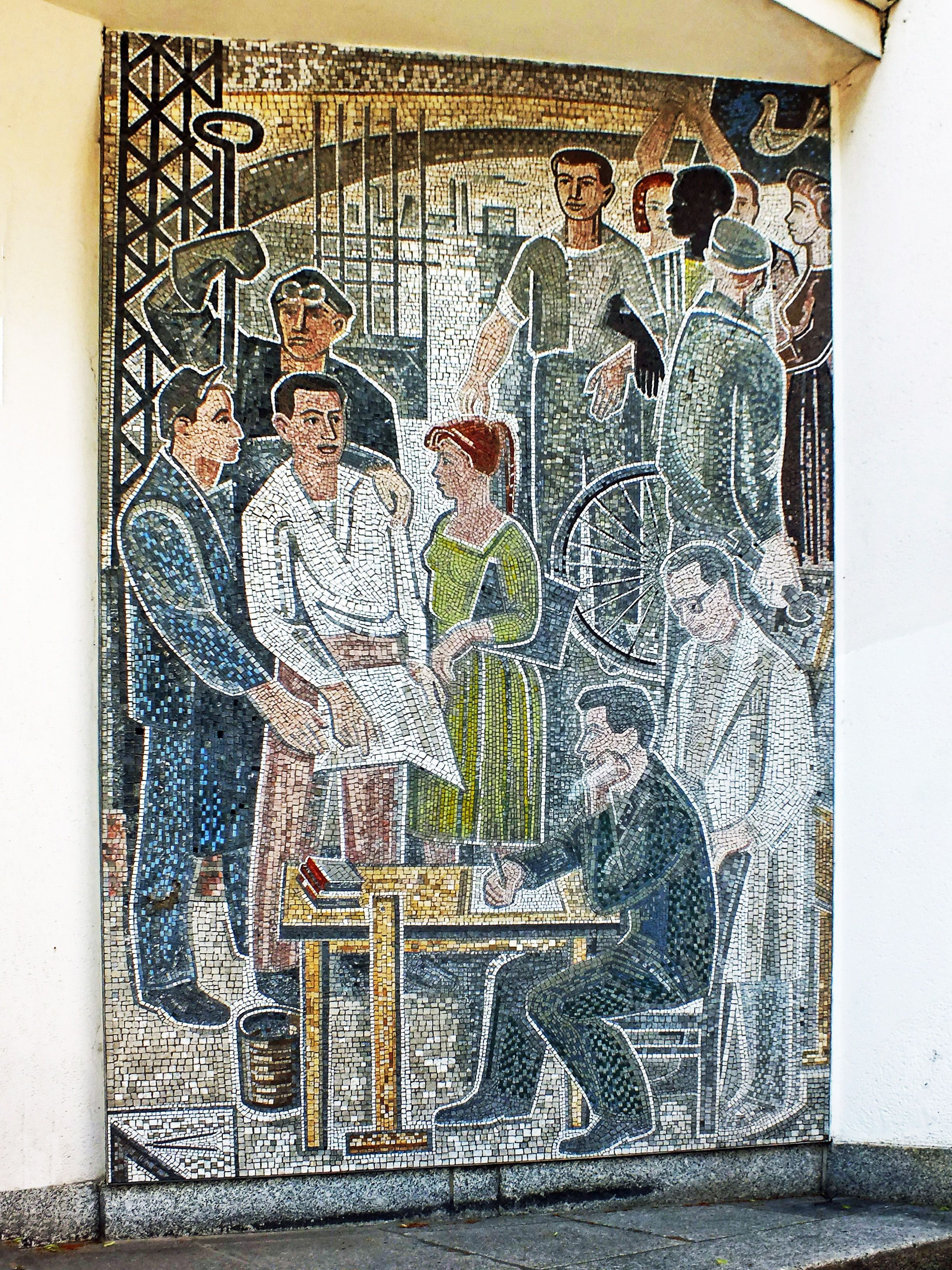
Mosaik am Eingang zum Ergänzungsbau (2023)

Der nach Plänen des Architekten Hans Pape entstandene Erweiterungsbau an der Karl-Liebknecht-Straße steht ebenfalls unter Denkmalschutz. Es ist ein Ziegelbau mit sandsteinverkleideter Fassade. Zur Straßenseite besitzt er fünf, zur Hofseite sechs Etagen. Die nach der Gustav-Freytag-Straße hervortretende Seitenfront steht auf Stützen. Nach der Hofseite schließt sich rechtwinklig ein Hörsaaltrakt in Stahlbetonskelettbauweise an. An dem dem Altbau benachbarten Eingangsbereich befinden sich zwei Mosaike nach Entwürfen des Malers Gerhard Eichhorn (1927–2015) und am südlichen Eingang ein großes, vom Bildhauer Waldemar Grzimek (1918–1984) geschaffenes Sandsteinrelief.